# M7 (Машрік)
M7 — другорядний маршрут із заходу на схід у міжнародній мережі доріг Арабського Машріку, що з’єднує міста Абу-Дабі та Сухар. Дорога починається в Абу-Дабі, потім пролягає через Аль-Айн і Аль-Бураймі до Сухара. Дорога пролягає через дві країни, а саме Об'єднані Арабські Емірати та Оман.

## Номери національних доріг
Автомагістраль M7 із заходу на схід пролягає через такі номери національних доріг:
| Номер                      | Маршрут                            |
| Об'єднані Арабські Емірати | Об'єднані Арабські Емірати         |
| -------------------------- | ---------------------------------- |
| E22                        | Абу-Дабі - Оман                    |
| Оман                       |                                    |
| O7                         | Об'єднані Арабські Емірати - Сохар |